# Ptychogyliauchen leucothea
Ptychogyliauchen leucothea is een soort in de taxonomische indeling van de platwormen (Platyhelminthes). De worm is tweeslachtig en kan zowel mannelijke als vrouwelijke geslachtscellen produceren. De soort leeft in zeer vochtige omstandigheden. 
De platworm behoort tot het geslacht Ptychogyliauchen en behoort tot de familie Gyliauchenidae. De wetenschappelijke naam van de soort werd voor het eerst geldig gepubliceerd in 2004 door Hall & Cribb.